# Московський драматичний театр імені О. С. Пушкіна
Московський драматичний театр імені О. С. Пушкіна (рос. Московский драматический театр имени А. С. Пушкина) — російський драматичний театр у Пресненському районі Москви.

## Історія театру
Театр починає свою історію від Камерного театру Олександра Таїрова, який був ним заснований 1914 році. У 1914 році дружина Олександра Таїрова Аліса Коонен звернула увагу на порожній особняк № 23 на Тверському бульварі в Москві. Таїров оглянув особняк і зрозумів, що парадні зали колись приватного помешкання не підходять для театру. Проте до приміщення можна прибудувати театральну залу і сцену. Так виник невеликий і затишний Камерний театр Таїрова. Однак виникли несподівані труднощі, оскільки зовсім поблизу від новоутвореного театру знаходився Храм Іоанна Богослова, і церковні служителі збунтувалися проти такого сусідства. Тоді справа була залагоджено з великими труднощами.
Наприкінці 1917 року нова, більшовицька влада примусила акторів покинути приміщення. Камерний театр був змушений грати на маленькій сцені акторської біржі. Лише захист наркома просвіти Луначарського сприяв поверненню театральної трупи в приміщення і навіть було виділено гроші на переобладнання сцени. У 30-і роки радянська влада Храм Іоанна Богослова закрила та передала його будівлю Камерному театру як гуртожиток.
У 1937 році вийшла постанова про злиття Камерного театру Таїрова та Реалістичного театру Охлопкова.
Під час німецько-радянської війни Камерний театр провів у евакуації в казахському місті Балхаш. Там на крихітній сцені клубу актори давали вистави.
Камерний театр був закритий у 1949 році з формулюванням за «естетство і формалізм». Напередодні закриття Таїров виступив з доповіддю на захист театру, але проти нього були деякі його учні й товариші по театру. Таїров сам написав заяву про звільнення, з ним разом покинула театр і його дружина Аліса Коонен. За кілька місяців у будівлі був проведений ремонт, який знищив сліди реконструкції, проведеної у 1930-х роках за проектом архітектора К. Мельникова. Про Таїровське минуле та Камерний театр нині нагадують лише кілька афіш у вітринах і старовинні крісла у фоє другого поверху — меблі з кабінету Таїрова.
Після реорганізації театр офіційно відкрився у 1950 році під назвою Московський драматичний театр ім. О. С. Пушкіна. Перший головний режисер театру був народний артист СРСР, тричі лауреат Сталінської премії Василь Ванін. Ванін вважав, що репертуар його театру повинен складатися з російської класики і п'єс сучасних радянських драматургів. Перша прем'єра «З іскри» Ш. Дадіані, яку театр зіграв 21 жовтня 1950, була про молодість Сталіна, друга — «Украдене щастя» Івана Франка. На замовлення Василя Ваніна будівлю театру перебудували. В інтер'єрі з'явилися яскраво-червоний оксамит і позолота, величезна кришталева люстра та герб СРСР над сценою.
Після Ваніна головним режисером був Борис Бабочкін у 1952—1953 роках.
У 1953—1960 роках Театром ім. Пушкіна керував Йосип Туманов. У ці роки в постановці Туманова вийшли спектаклі «Марія Тюдор» В. Гюго, «Дерева вмирають стоячи» А. Касона, «Траса» І. Дворецького. У цих спектаклях грали Фаїна Раневська, Ольга Вікландт, Борис Чирков, Марина Кузнєцова, Микола Прокопович та інші.
У 1960 році в театрі починається нова епоха Бориса Равенських. Перша його вистава — легка комедія «Свинячі хвостики» Я. Дітла.
У 1970-х роках почав роботи по реставрації Театру ім. Пушкіна, тоді були відновлені зруйновані частини Храму, фундамент і стіни посилені. Житлова частина будівлі театру в 1974 році була приєднана до театру і радикально перебудована. Тут розташували Малий репетиційний зал і гримерки акторів. Наприкінці 70-х років була закрита оркестрова яма, яка стала частиною сцени.
З 1983 по 1987 рік театром керував Борис Морозов. У 1984 році для глядачів була відкрита анфілада «Пушкінські зали».
У 2001 році художнім керівником театру став Роман Козак, і йому заново довелося відроджувати інтерес до цього театру, помітно втрачений за кілька попередніх років.
У червні 2010 року художнім керівником Театру імені Пушкіна призначено Євгена Писарєв.

## Персоналії театру
Головні режисери
- Євген Писарєв(2010 — дотепер)
- Роман Козак (2001—2010)
- Юрій Єрьомін (1988—2000)
- Борис Морозов (1983—1988)
- Олексій Говорухо (1979—1983)
- Борис Толмазов (1971—1978)
- Борис Равенських (1960—1970)
- Йосип Туманов (1953—1960)
- Борис Бабочкін (1952—1953)
- Василь Ванін (1950—1951)

Режисери
- Дмитро Астрахан (1996-дотепер)
- Ігор Бочкін (1990-дотепе)
- Олексій Дикий (1952—1955)
- Микола Петров (1956-?) [1]
- Євген Писарєв (1993 — дотепер)
- Ніна Чусова (2001)
- Юрій Бутусов (2013)
- Володимир Мірзоєв (2015)

Провідні актори
- Віра Алентова
- Віктор Вержбицький
- Тамара Лякіна
- Ірина Малишева
- Олександра Урсуляк